# Lilli Jahn
 (février 2013).
Si vous disposez d'ouvrages ou d'articles de référence ou si vous connaissez des sites web de qualité traitant du thème abordé ici, merci de compléter l'article en donnant les références utiles à sa vérifiabilité et en les liant à la section « Notes et références ».
Pour les articles homonymes, voir Jahn.
Lilli Jahn, née Schlüchterer le 5 mars 1900 à Cologne et décédée probablement le 19 juin 1944  à Auschwitz-Birkenau, est une femme médecin allemande juive victime du nazisme. Elle est devenue célèbre à titre posthume à la suite de la publication des lettres adressées à ses cinq enfants qu'elle écrivit lors de son internement au camp de concentration de Breitenau. Elle a été ensuite déportée au camp d'extermination d'Auschwitz-Birkenau où elle fut tuée.

## Biographie

### Enfance et vie familiale
Lilli Schlüchterer est née le 5 mars 1900 dans une famille juive aisée de Cologne. Ses parents, Josef et Paula Schluchtere, la poussent à faire des études. Elle obtient son diplôme de médecin en 1924. Durant ses études, elle tombe amoureuse d'un médecin protestant, Ernst Jahn, un vétéran de la Première Guerre mondiale, un être mélancolique, à la fois instable et avec un grand besoin de sécurité. Elle l'épouse en 1926 malgré l'opposition de sa famille. Le couple s'installe à Immenhausen, près de Cassel. Les cinq enfants qui naissent entre 1927 et 1940 ne laissent guère le temps à Lilli Jahn d'exercer la médecine aux côtés de son mari. De plus, en 1933, les médecins juifs n'ont plus le droit d’exercer la médecine auprès des « aryens ». Lilli Jahn, qui a déjà quatre enfants, accepte l'annulation de son titre de docteur en médecine (ce que n'a pas fait une autre femme médecin Lucie Adelsberger). La mère de Lilli Jahn parvient à quitter l'Allemagne pour l'Angleterre mais comme beaucoup de juifs fortunés, elle doit laisser tous ses biens au Reich et se retrouve sans rien. 

### Sous le nazisme
Son mari, qui n'a jamais montré de sympathie pour le nazisme, se révèle d'une grande faiblesse de caractère et d'une grande lâcheté. Sa femme est la seule juive d'Immenhausen à partir de 1935, ce qui n'empêche pas les manifestations antisémites. Ernst Jahn supporte mal le regard mesquin qu'une petite ville de province porte sur son couple mixte, les vexations faites aux juifs qu'il subit par ricochet. Alors que, en 1939, la famille envisage de prendre des vacances dans un hôtel de la Forêt-Noire, le patron répond qu'il n'accepte aucun juif dans son hôtel. Ernst Jahn devient dépressif, reproche à son entourage ses problèmes. En 1939, il prend une assistante, Rita Schmidt, une jeune femme médecin catholique, pour l'aider dans son cabinet. Celle-ci devient sa maitresse et accouche même de son enfant, en 1942, sous le toit familial. À partir de 1941, les conjoints non-juifs des couples mixtes subissent de fortes pressions pour divorcer, Ernst Jahn demande le divorce, prononcé le 8 octobre 1942. Ce divorce a des conséquences catastrophiques pour Lilli Jahn. En effet, les déportations systématiques de Juifs d'Allemagne ont commencé depuis la fin du mois de septembre 1941. Tant qu'elle était mariée à Ernst Jahn, elle n'était pas déportable et en tant que juive privilégiée (c'est-à-dire une femme mariée à un non-juif et ayant des enfants qui ne sont pas élevés dans le Judaïsme), elle n'était pas astreinte à vivre dans un immeuble réservée aux Juifs comme Victor Klemperer. Elle se retrouve alors complètement isolée dans une petite ville où tous lui tournent le dos.

### Emprisonnement à Breitenau
En juillet 1943, Lilli Jahn est obligée de déménager avec ses enfants à Cassel. Le 30 août 1943, elle est convoquée par la Gestapo. « À tout de suite, les enfants », dit-elle à ses quatre filles, le fils ainé, Gerhard, 16 ans, servant déjà comme auxiliaire dans l'aviation. Elle est arrêtée et enfermée au camp d’éducation par le travail de Breitenau. De là, elle écrit de nombreuses lettres à ses enfants, en tout plus de deux cent cinquante. Elle n'a le droit d'écrire qu'une fois pas mois mais elle parvient par divers moyens à faire parvenir à ses enfants des lettres clandestinement. Les lettres et les petits paquets que lui envoient ses enfants sont sa seule joie dans le camp de travail. Après deux mois de détention, elle demande que son ex-mari alors médecin militaire, fasse une demande officielle de libération. Elle supplie ses enfants de l'aider à retrouver la liberté afin qu'elle puisse revenir auprès d'eux. Elle sollicite plusieurs fois son aide. Le 22 octobre 1943, la ville de Cassel est complètement détruite par les bombardements alliés. La petite maison où vivaient les enfants brûle. Ils sont obligés de repartir à Immenhausen où la nouvelle femme d'Ersnt Jahn les prend en charge. Un dimanche de décembre 1943, Ilse, la seconde de la famille et l'ainée des filles  obtient l'autorisation de rendre visite à sa mère pendant dix minutes. Elle la trouve terriblement changée. Avec l'internement de sa mère, Ilse, à 15 ans, est devenue l'adulte de la famille, celle qui surveille les petits, qui s'inquiète pour sa mère…
Le père accepte enfin de déposer une demande de libération pour Lilli Jahn. Mais après le 29 février, Ilse ne reçoit plus de lettres. Inquiète, elle se rend à Breitenau en train et aperçoit sa mère parmi les autres détenues. 

### Déportation à Auschwitz et mort
Le 17 mars 1944, Lilli Jahn est déportée à Auschwitz. Le 21 mars, elle parvient à envoyer une lettre de Dresde où le train a stationné trois jours. Elle compte parvenir à Auschwitz, dont le nom ne signifie rien, ni pour elle, ni pour sa famille, le lendemain. Elle dit à ses enfants de ne pas s'inquiéter et demande à son ex-mari de faire une nouvelle demande pour sa libération car ayant des enfants mineurs, elle aurait dû être libérée (d'après les lois en vigueur depuis 1938). En juin 1944, les enfants reçoivent une lettre d'Auschwitz, certainement écrite sous la dictée par une autre détenue, qui n'apprend rien. Quelques jours après, la Gestapo informe la famille de la mort de Lilli Jahn. 

## Les lettres
Gerhard Jahn, le fils ainé de la famille, devenu ministre de la justice de RFA, garde toutes les lettres après la guerre. Il les conserve à l'abri dans un grenier, comme pour cacher la culpabilité de son père et sa propre honte. Elles ne sont découvertes qu'après sa mort en 1998. Martin Doerry, le fils de Ilse, la fille aînée de Lilli, les a triées, commentées, et y a ajouté quelque trois cents autres, échangées entre Lilli, sa famille et ses amis avant et après son arrestation. Il a ainsi reconstitué l'histoire familiale. Derrière la tragédie familiale, le lecteur découvre l’atmosphère d’une petite ville allemande sous le nazisme, le problème des mariages mixtes, la guerre, les difficultés que rencontrent les enfants d'une Allemagne en guerre livrés à eux-mêmes et séparés de leur mère. Le livre, publié en 2002 en Allemagne, reçoit un grand succès critique et public et s'écoule à plus de 100 000 exemplaires. Plus de vingt pays achètent les droits de traduction. 

## Œuvres
- Martin Doerry, « A tout de suite les enfants » : le destin tragique de Lilli Jahn 1900-1944, Albin Michel, 2004, 360 p. (ISBN 9782226142245)